# Rhogogaster californica
Rhogogaster californica är en stekelart som först beskrevs av Norton 1862.  Rhogogaster californica ingår i släktet Rhogogaster, och familjen bladsteklar. Arten har ej påträffats i Sverige.